# The Hardy Boys (serie televisiva 2020)
The Hardy Boys è una serie televisiva drammatica, basata sulla saga letteraria di Hardy Boys creata da Edward Stratemeyer. È prodotta da Nelvana e Lambur Productions. La prima stagione è stata distribuita negli Stati Uniti su Hulu il 4 dicembre 2020 e la seconda stagione ha visto l'avvio il 6 aprile 2022.
In Italia la serie è stata resa disponibile su Disney+, con tutta la prima stagione, a partire dal 14 dicembre 2022.

## Sinossi
The Hardy Boys segue due fratelli, Frank e Joe Hardy, insieme ai loro amici e al padre, che cercano di rivelare la verità su qualcosa di piuttosto minaccioso che sta accadendo proprio nella loro città di Bridgeport.

## Cast e personaggi
- Rohan Campbell come Frank Hardy
- Alexander Elliot come Joe Hardy
- James Tupper come Fenton Hardy
- Keana Lyn Bastidas come Callie Shaw
- Linda Thorson come Gloria Estabrook
- Bea Santos come Gertrude "Trudy" Hardy
- Adam Swain come Chet Morton
- Atticus Mitchell come JB Cox
- Riley O'Donnell come Elizabeth "Biff" Hooper
- Laara Sadiq come Kanika Khan

## Episodi
| Stagione         | Episodi | Pubblicazione USA | Pubblicazione Italia |
| ---------------- | ------- | ----------------- | -------------------- |
| Prima stagione   | 13      | 2020-2021         | 2022                 |
| Seconda stagione | 10      | 2022              | 2023                 |
| Terza stagione   | 8       | 2023              | 2025                 |

## Produzione
La serie è stata annunciata a settembre 2019. Allo stesso tempo, Jason Stone e Steve Cochrane sono stati impostati come parte dello sviluppo dello show. The Hardy Boys è basata sull'omonima serie di libri di fantasia scritta da più autori. 

### Riprese
The Hardy Boys è stato girato in Ontario, Canada, con Cambridge come location in primo piano, e altre ambientazioni tra cui Port Hope e Hamilton.

### Cast
La serie vede come protagonisti Alexander Elliot, Rohan Campbell, Jennifer Hsiung, Keana Lyn, Riley O'Donnell, Bea Santos e Adam Swain.

## Distribuzione
Il primo trailer è stato pubblicato nel novembre del 2020. La prima stagione di The Hardy Boys è stata distribuita da Hulu negli Stati Uniti il 4 dicembre 2020 e consisteva di 13 episodi. Ha iniziato ad andare in onda settimanalmente il 5 marzo 2021 su YTV in Canada. Nell'ottobre del 2021, Disney+ ha acquisito i diritti di distribuzione internazionale.
La seconda stagione, composta da 10 episodi, è uscita il 6 aprile 2022.